# Otterndorf
Otterndorf é uma cidade da Alemanha localizada no distrito de Cuxhaven, estado da Baixa Saxônia.
É membro e sede do Samtgemeinde de Hadeln. Otterndorf é a cidade-irmã de Sheringham, Norfolk, Reino Unido.